# Leszczka Duża
Leszczka Duża [ˈlɛʂt͡ʂka ˈduʐa] est un village polonais de la gmina de Perlejewo dans le powiat de Siemiatycze et dans la voïvodie de Podlachie. Il se situe à environ 3 kilomètres au nord-ouest de Perlejewo, à 28 kilomètres au nord-ouest de Siemiatycze et à 73 kilomètres au sud-ouest de Białystok. 